# Zygaena trifolii
Zygaena trifolii é uma espécie de insetos lepidópteros, mais especificamente de traças, pertencente à família Zygaenidae.

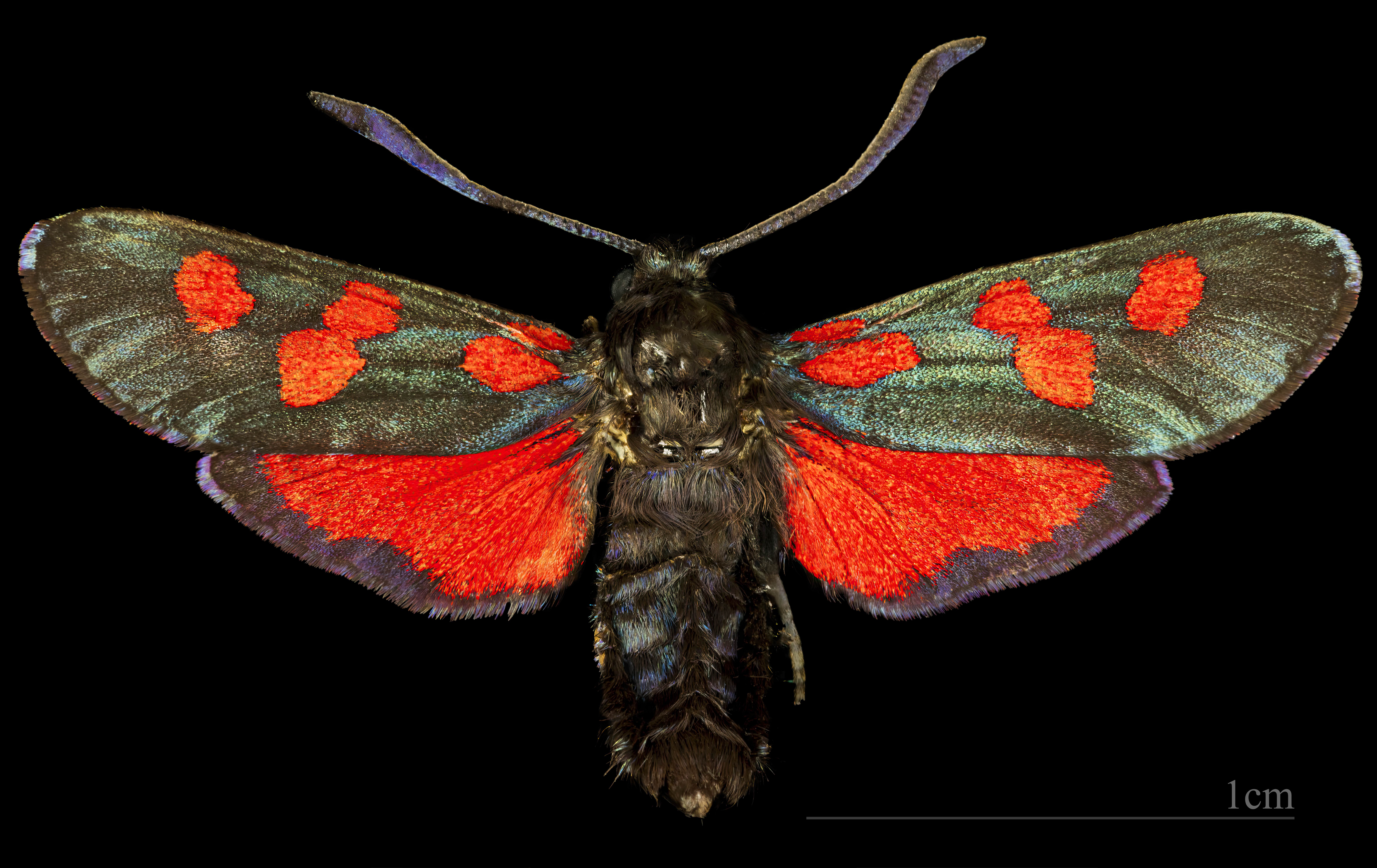
♂
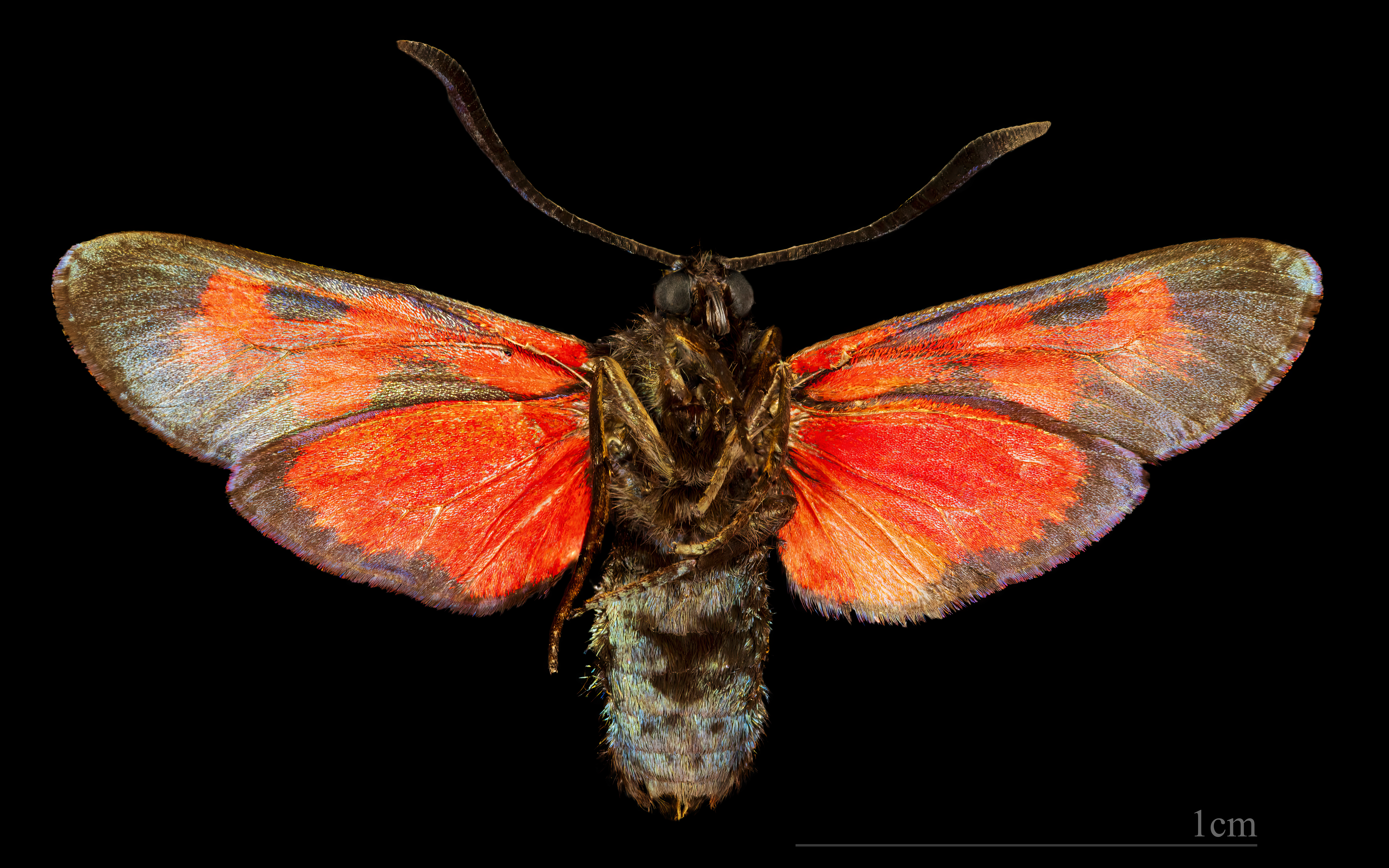
♂ △
♀
♀ △

A autoridade científica da espécie é Esper, tendo sido descrita no ano de 1783.
Trata-se de uma espécie presente no território português.